# La Chanson du mal-aimé
Pour les articles homonymes, voir La Chanson du mal-aimé (homonymie).
La Chanson du mal-aimé est un long poème lyrique de Guillaume Apollinaire, inspiré par l'échec de sa relation amoureuse avec Annie Playden. Ce poème est une pièce maîtresse du recueil Alcools. Ce poème évoque la tristesse et l'impuissance face à son amour impossible. Il est publié en 1913. 

## Conception
La conception de ce poème remonte vraisemblablement à 1904, mais sa date d'achèvement n'est pas connue. Il est publié dans le Mercure de France le 1er mai 1909, grâce au soutien de l'écrivain et critique Paul Léautaud.
Le texte prend sa forme définitive en 1913, à l'occasion de sa publication dans Alcools. C'est l'année où la compagne d'Apollinaire, Marie Laurencin, lassée d'être battue par un alcoolique l'abandonne définitivement, lui préférant Nicole Groult. Apollinaire publie le texte avec une épigraphe adressée à Paul Léautaud, qui l'avait soutenu.
Il y joint aussi le passage connu sous le titre de « Réponse des cosaques zaporogues au Sultan de Constantinople ».

## Analyse
Dans cette fantasmagorie de 60 quintils (300 vers) octosyllabiques, Apollinaire développe une référentialité souvent mythique et épique, entre figures historiques « exotiques » (Pharaon, la femme de Mausole, les Quarante de Sébaste, les Cosaques zaporogues mais aussi le roi « fou » Louis II de Bavière), figures mythologiques (le dieu Pan, Ulysse et Pénélope, l'indienne Sacontale) et peuples ou bestiaire inventés (les « pyraustes », les « Égypans », les « chibriapes », les « Bé-Rieux »…), à quoi il mêle des descriptions de la vie urbaine moderne et l'émouvante exploration de son intimité sentimentale. 
Le ton général ici est celui d'une complainte, le poète voguant entre regrets, rêveries consolatrices et la dure acceptation d'un présent douloureux. À trois reprises l'énonciation s'en écarte radicalement : bucolisme mi-ironique mi-naïf de « Aubade chantée à Laetere un an passé »,  agressivité moqueuse de la « réponse des Cosaques Zaporogues au Sultan de Constantinople », poésie hermétique (allusions érotiques, mystiques et alchimiques) des « Sept Épées » ; trois moments qui sont autant de poèmes dans le poème. La juxtaposition des tons, des sentiments, des points de vue rapproche ce poème de l'esthétique cubiste.
Les rimes sont de la forme « ABABA ».
Les cinq premiers quintils parlent du voyage à Londres.

## Postérité
Léo Ferré a composé un oratorio pour voix solistes, chœur et orchestre sur ce poème en 1952-1953. L'œuvre a été créée sur scène en 1954 et enregistrée pour la première fois en disque en 1957.
Jacques Castérède, compositeur français (1926-2014), a écrit en 1960 une cantate pour baryton, récitant et orchestre de chambre : La Chanson du Mal-Aimé. Cette œuvre fut créée en 1966 avec Jean Negroni pour récitant, dans le cadre des concerts de l'ORTF. Elle a fait l'objet d'une analyse par le musicologue Jean Maillard dans la revue L'Education Musicale, n°23, 1966-1967, p. 28 à 32. Partition Salabert (1964).